# 生化学の歴史
本項目では、400年に及ぶ生化学の歴史（せいかがくのれきし）について説明する。「生化学」という用語が初めて使われたのは1882年と見られているが、一般的にはドイツ人化学者のカール・ノイベルグが1903年に「生化学」の用語を提唱したと認知されている。

## 生気論と尿素
元来、生物は無生物が持つ科学法則には従わないものと考えられていた。また、生物のみが新たに生命の分子を作り出す能力を持つとされていた。1828年、フリードリヒ・ヴェーラーが尿素合成に関する論文を発表し、有機化合物が人為的に生成可能であることを証明した。

## 酵素

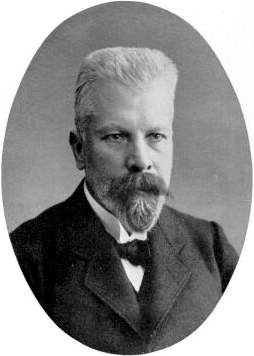
エドゥアルト・ブフナー

18世紀末から19世紀初頭の時点で、胃分泌液による肉の消化、また植物抽出液や唾液による澱粉から糖への転化は既に知られていたが、これらがどのようなメカニズムを経て起こるのかについては解明されていなかった。
19世紀に入り、酵母により糖がアルコールに発酵される現象を調べていたルイ・パスツールは一つの結論を導き出した。すなわち、この発酵は「発酵素 ferment」（生命体の中でのみ機能すると考えられていた）と呼ばれる酵母細胞の持つ生命力によって触媒されたということである。パスツールは「アルコール発酵は酵母細胞の生命活動や組織化と相関し、細胞の死や腐敗とは相関しない活動である」と記した。
1878年、ドイツ人生理学者のウィルヘルム・キューネがこの過程を示す用語として enzyme （ギリシャ語で「酵母に」の意味を持つ ενζυμον に由来）を提唱した。後に、「酵素 enzyme」はペプシンなどの無生物基質を指す用語として、また ferment は生命体が持つ化学活性について用いられるようになった。
1897年、エドゥアルト・ブフナーは生酵母細胞を伴わずに酵母エキスが糖を発酵させる能力の研究を始めた。ベルリン大学で行われた一連の実験で、ブフナーは生酵母細胞が混合液中に存在しないのにもかかわらず、糖が発酵されることを見出した。ブフナーはスクロースの発酵を引き起こす酵素をチマーゼと命名した。1907年、ブフナーは「無細胞発酵の生化学的研究と発見」でノーベル化学賞を受賞。ブフナー以後、酵素は大抵それらが行う反応に従って命名されている。通常、-ase（アーゼ）という接尾辞が基質の名称（例：ラクターゼはラクトースを分解する酵素）や反応の種類（例：DNAポリメラーゼはDNAポリマーを生成する）に付加される。
酵素が生体細胞の外でも機能することが示された後、次に酵素の生化学的本性の決定が行われた。多くの初期の研究者は酵素活性がタンパク質と関係があると考えたが、ノーベル賞受賞者のリヒャルト・ヴィルシュテッターを始めとする一部の科学者は、タンパク質は単に真の酵素の運搬体に過ぎず、タンパク質それ自体は触媒能力を持たないとして反論した。しかし1926年、ジェームズ・サムナーはウレアーゼという酵素が純粋なタンパク質であることを示し、結晶化に成功した。また、1937年にはカタラーゼという酵素について同様のことを行った。純粋のタンパク質が酵素になりうることは、ジョン・ノースロップとウェンデル・スタンリー（消化酵素であるペプシン（1930）、トリプシン、キモトリプシンに関して研究していた人物）によって決定的に証明された。サムナー、ノースロップ、スタンリーの3人は1946年にノーベル化学賞を受賞した 。
酵素が結晶化可能であることの発見は、X線結晶構造解析による酵素の構造決定に繋がった。最初に構造が決定された酵素はリゾチームである。リゾチームは涙、唾液、卵白の中で見つかった酵素で、一部の細菌の被覆物を消化する働きを持つ。この酵素の構造はデヴィッド・チルトン・フィリップスの研究グループによって決定され、1965年に発表された。リゾチームの高分解能構造の決定は構造生物学と呼ばれる学術分野の夜明けとなり、酵素がどのように働くかを原子レベルで解明する努力が始まった。

## 代謝

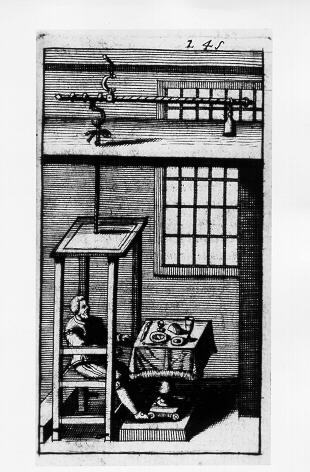
Ars de statica medecina （1614年発表）に描かれたサントーリオ・サントーリオと竿秤

代謝という用語は、英語では metabolism と書くが、これはギリシャ語の Μεταβολισμός （変化、崩壊の意）から派生したものである。代謝の科学研究史は400年に及ぶ。ヒトの代謝に関する最初の制御実験はサントーリオ・サントーリオが、1614年に著書 Ars de statica medecina で発表したものである。この本は、サントーリオ自身が食事、睡眠、労働、交接、飲酒、排泄の前後でいかに体重が変化したかを説明している。サントーリオは、摂取した食物のほとんどが「不感蒸泄 insensible perspiration」と彼が命名した過程を経て失われることを見出した。

## 20世紀
20世紀（特に20世紀中期）を迎えて以来、生化学はクロマトグラフィーやX線回折、NMR分光法、放射性同位体標識、電子顕微鏡法、分子動力学シミュレーションなどの新技術の発展と共に著しい前進を見た。これらの技術は多くの生体分子や細胞の代謝経路（解糖系やクレブス回路など）の発見や詳細にわたる分析を可能にした。現代生化学研究で最も多産な科学者の一人にハンス・クレブスがおり、代謝の研究に非常に大きな貢献を残した。クレブスは尿素回路や、後にハンス・コーンバーグと共同でクエン酸回路（クレブス回路）やグリオキシル酸回路を発見した。
今日、生化学の研究結果は、遺伝学から分子生物学に至るまで、また農学から医学に至るまで多くの分野で応用されている。

### セントラルドグマ
物質代謝と並んで生命の特徴の一つに、自己複製が挙げられる。すなわち遺伝学に基づき形質を世代間で伝達する生体物質の探究が20世紀の生化学における一大研究テーマであった。1953年にワトソンとクリックはDNAの二重らせんモデルを発表した。DNAの塩基対は相補的であり遺伝学の振舞いを説明しうる十分な仕組みを備えていた。この論に基づきクリックは1958年に分子生物学概念の基礎となるセントラルドグマを発表した。
セントラルドグマにより、遺伝子と酵素との対応関係は明確になった。すなわち、どのような酵素が存在するかはどのような遺伝子が存在するかということを意味する。21世紀になるが、2003年にはヒトゲノムの解読が完了し、ヒトの細胞内で発現するタンパク質の種類はおよそ2万から2万7千種類程度であると推定された。

### 受容体
生体内の恒常性は、生体内物質により調節されていることが明らかとなった。すなわち、ホルモンやオータコイドなどメッセンジャー物質によって制御されている。20世紀後半になると、これらの調節機構と生体物質との関連が生化学研究の重要なテーマとなる。
今日では、メッセンジャー物質は受容体と呼ばれる機能タンパク質と結合することで細胞にシグナルを伝達することが判明した。受容体がシグナル受け取ることによりイオンチャネルが開いたり、セカンドメッセンジャー物質により遺伝子発現が制御されることにより、生体での恒常性が維持されている。

### 生体膜
細胞と外界とを仕切る生体膜は脂質を主成分とする二重構造により構成されることが1935年にDanielliとDavsonによって提唱された。生体膜は細胞膜だけでなく、細胞内器官であるミトコンドリアや小胞体などにも存在し、それぞれ機能が異なっている。
1972年にSingerとNicolsonとは流動モザイクモデルを提唱し、機能タンパク質が組み込まれた脂質二重膜により生体膜が構成されることが判明した。
生体膜には脂質やタンパク質以外にも糖鎖が結合している。生体膜糖鎖の構造は細胞の自己認識に重要である。ABO式血液型は赤血球膜表面の糖鎖の種類の相違により認識される。